# Barbara Vierneisel-Schlörb

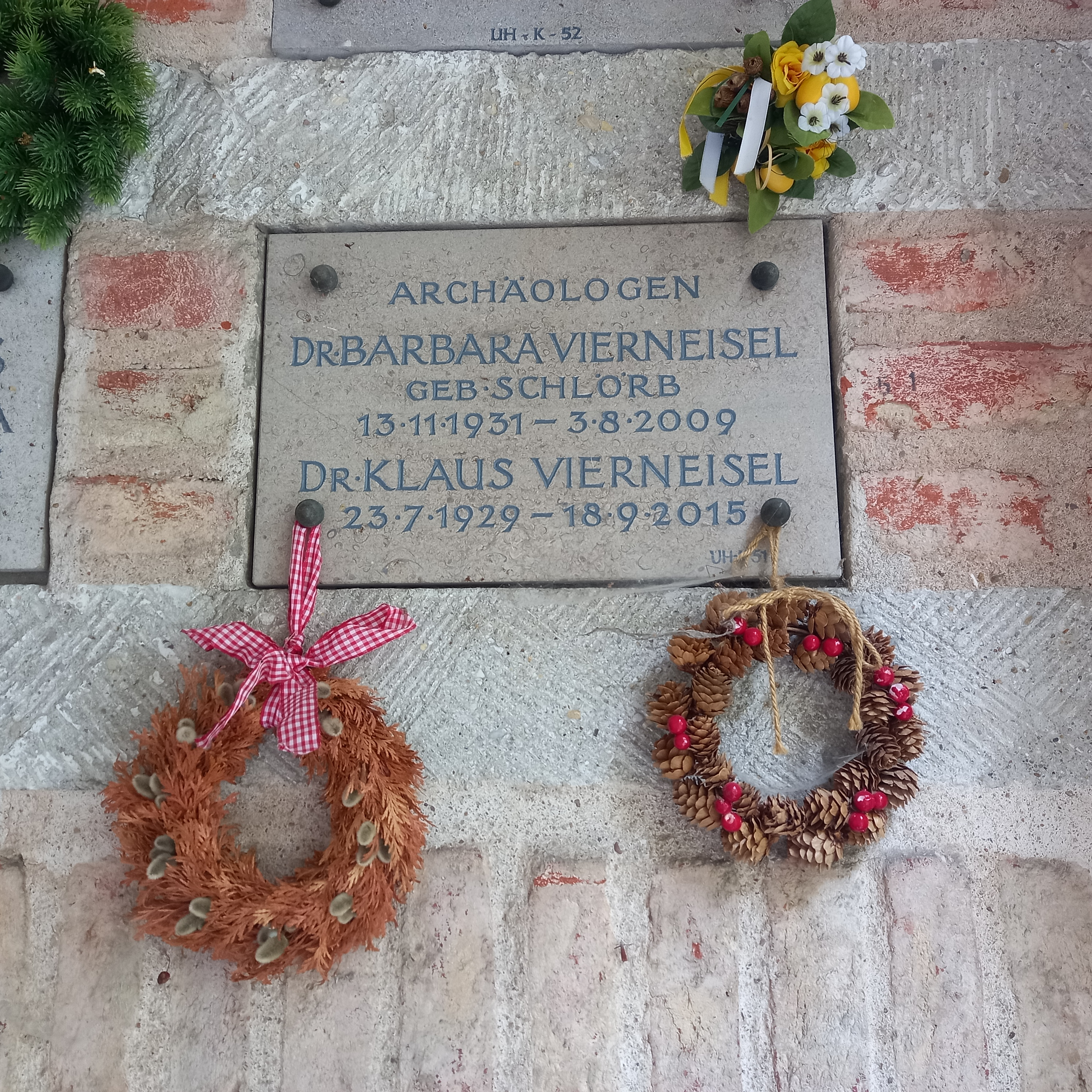
Das Grab von Barbara Vierneisel-Schlörb und ihrem Ehemann Klaus Vierneisel auf dem Nordfriedhof (München)

Barbara Vierneisel-Schlörb, geborene Schlörb (* 13. November 1931 in Berlin; † 3. August 2009) war eine deutsche Klassische Archäologin und Übersetzerin neugriechischer Literatur.

## Leben
Barbara Schlörb studierte seit dem Wintersemester 1950/51 Klassische Archäologie, Ur- und Frühgeschichte, Griechisch, Alte Geschichte, Kunstgeschichte und Völkerkunde an der Universität Frankfurt, das Sommersemester 1953 studierte sie an der Universität Wien, das Wintersemester 1954/55 an der Universität Innsbruck. Schon während ihres Studiums arbeitete sie 1957 bis 1958 als Mitarbeiterin der Kerameikos-Grabung in Athen. Am 14. Dezember 1960 wurde sie mit einer Dissertation über Die Bildhauergeneration nach Phidias und Timotheos bei Gerhard Kleiner promoviert. Für 1962/63 erhielt sie das Reisestipendium des Deutschen Archäologischen Instituts. Sie heiratete den Klassischen Archäologen Klaus Vierneisel (1929–2015). Als ihr Mann Direktor der Münchener Glyptothek war, schrieb sie zwei Bände des Bestandskataloges der dortigen griechischen Skulpturen.
Ihr wissenschaftlicher Schwerpunkt war die griechische Skulptur. Daneben übersetzte sie Werke des neugriechischen Dichters Odysseas Elytis ins Deutsche.

## Schriften (Auswahl)
- Die Bildhauergeneration nach Phidias und Timotheos, Dissertation Frankfurt am Main 1960, veröffentlicht unter dem Titel: Untersuchungen zur Bildhauergeneration nach Phidias. Stiftland-Verlag, Waldsassen 1964 (mit Lebenslauf).
- Timotheos (= Jahrbuch des Deutschen Archäologischen Instituts Ergänzungs-Heft 22). de Gruyter, Berlin 1965 (Digitalisat).
- Klassische Skulpturen des 5. und 4. Jahrhunderts v. Chr. (= Staatliche Antikensammlungen und Glyptothek. Katalog der Skulpturen Bd. 2). C. H. Beck, München 1979.
- Klassische Grabdenkmäler und Votivreliefs (= Staatliche Antikensammlungen und Glyptothek. Katalog der Skulpturen Bd. 3). C. H. Beck, München 1988.
- Die figürlichen Terrakotten. 1. Spätmykenisch bis späthellenistisch (= Kerameikos Bd. 15). Hirmer, München 1997, ISBN 3-7774-7000-7.

Übersetzungen aus dem Neugriechischen=
- Odysseas Elytis: Körper des Sommers. Ausgewählte Gedichte. Neugriechisch und deutsch. Übertragung: Antigone Kasolea und Barbara Schlörb. Tschudy, St. Gallen 1960.
- Odysseas Elytis: Ausgewählte Gedichte. Griechisch-deutsch. Auswahl und Übertragung: Barbara Vierneisel-Schlörb und Antigone Kasolea. Nachwort: Hans Rudolf Hilty. Suhrkamp, Frankfurt/M. 1979.
- Odysseas Elytis: Maria Nepheli. Ein szenisches Gedicht. Übertragung: Barbara Vierneisel-Schlörb unter Mitwirkung von Antigone Kasolea. Nachwort: Danae Coulmas. Suhrkamp, Frankfurt/M. 1981.
- Odysseas Elytis: Glänzender Tag, Muschel der Stimme. Hrsg. und Nachbemerkung: Thomas Nicolaou. Nachdichtungen: Günter Dietz, Thomas Nicolaou, Barbara Vierneisel-Schlörb und Antigone Kasolea. Verlag Volk und Welt, Berlin (DDR) 1982.
- Odysseas Elytis: Neue Gedichte. Griechisch-deutsch. Übertragung: Barbara Vierneisel-Schlörb unter Mitwirkung von Antigone Kasolea. Suhrkamp, Frankfurt/M. 1984.
- Odysseas Elytis: Oxópetra, Elegien, Westlich der Trauer. Späte Gedichte. Griechisch-deutsch. Übertragen von Barbara Vierneisel-Schlörb und anderen. Suhrkamp, Frankfurt am Main 2001.